# Символи на Одеса
Одеска символика – герб, флаг, химн и девиз на град Одеса.

## Химн
Химнът за Одеса се нарича „Песен за Одеса“ от оперетата „Белая акация“ (Музика И.О.Дунаевски, текст В. З. Масс и М. А. Червински)
На руски

Когда я пою о широком просторе

О море, зовущем в чужие края,

О ласковом море, о счастье и горе,

Пою о тебе я, Одесса моя.

Я вижу везде твои ясные зори, Одесса.

Со мною везде твое небо и море, Одесса.

И в сердце моем ты всюду со мной,

Одесса, мой город родной!

Когда я пою о любви без предела,

О людях, умеющих верить и ждать,

О гроздях душистых, акации белой

Тебе я спешу эту песню отдать...

Я вижу везде твои ясные зори, Одесса.

Со мною везде твое небо и море, Одесса.

И в сердце моем ты всюду со мной,

Одесса, мой город родной!
На български

Когато аз пея за широкия простор

За морето зовящо в чуждите краища

за ласките морски, за щастие и горест

Пея за тебе аз, Одеса моя.

Аз виждам навсякъде твоите ясни зори Одеса.

С мен е навсякъде твоето небе и море Одеса.

И в сърцето мое ти си навсякъде с мен

Одеса мой роден град!

Когато пея за любов безпределна

За люде умеещи да вярват и очакват,

За уханието, акцията бяла

На тебе аз спешно тази песен отдавам...

Виждам навсякъде твоите ясни зори Одеса.

С мен е навсякъде твоето небе и море Одеса.

И в сърцето мое ти си навсякъде с мен

Одеса мой роден град!
Запис mp3 в изпълнение на Т.И. Шмиги – 

## Девиз
„Одесситы всех стран, соединяйтесь!“ („Одесити от всички стрини, съединявайте се!“)